# نقد النبي محمد
ابتدأ نقد محمد منذ بداية ظهور دين الإسلام في مكة. واستنادا إلى القرآن والسيرة النبوية فإن أول الإساءات الشخصية إلى محمد قد وجهت له من قبل أقاربه وأهل مدينته مكة الذين كانوا يتخذون الأوثان وسيلة للتقرب من خالق الكون الذي كان معروفا في الجزيرة العربية باسم الله. يرى المسلمون أن الطعن في شخصية محمد كالطعن في الدين الإسلامي، لإيمانهم بوجوب محبة محمد أكثر من النفس، ويعتقدون أن الإساءة إلى محمد هي إساءة إلى جميع المسلمين.
بعد انتشار الدعوة الإسلامية إلى المدينة اتهم بعض اليهود محمد بأنه اقتبس وبصورة محرفة من التوراة، وأن له أطماع شخصية في بسط هيمنته على المدينة وأنه ولغرض زيادة معرفته بالديانة اليهودية قام بمصادقتهم والتقرب إليهم وقام بتقليد طقوسهم ولكنه ارتد عليهم بعد ذلك. أما الانتقاد المسيحي لشخصية محمد فقد بدأ في فترة قبل القرون الوسطى من قبل يوحنا الدمشقي (676 - 749) (بالإنجليزية: John of Damascus)‏ الذي يعتبره البعض تاريخياً من أوائل من كتبوا كتابا كاملا ضد شخصية محمد والإسلام حيث ذكر في كتابه المسمى De Haeresbius بأن الراهب النسطوري الراهب بحيرى قام بمساعدة محمد في كتابة القرآن، واتهمه أيضا باقتباسه بعض من كتابات ورقة بن نوفل الذي كان وحسب زعم الدمشقي قساً نسطورياً كان يترجم بعض الأناجيل المحرفة إلى العربية.
أثناء فترة النفوذ الإسلامي في إسبانيا بدأت الكنيسة هناك بكتابات تصور شخص محمد بأنه مسكون بالشيطان، وأنه ضد المسيح وانتشرت هذه الأفكار في عموم أوروبا؛ وكان لها دور كبير في اتحاد صفوف القوات الأوروبية أثناء الحملات الصليبية. ومن أبرز من كتب كتابات مسيئة إلى شخص محمد في هذه الفترة هو مارتن لوثر (1483-1564) (بالإنجليزية: Martin Luther)‏ حيث كتب في أحد مقالاته نصا «إن محمد هو الشيطان وهو أول أبناء إبليس» وزعم أنه كان مصابا بمرض الصرع وكانت الأصوات التي يسمعها كأنها وحي جزءا من مرضه.
بعد أحداث 11 سبتمبر 2001 بدأت موجة جديدة وصفها البعض بموجة منظمة للإساءة إلى شخصية محمد، حتى وصل الأمر إلى سكرتير الأمم المتحدة العام كوفي عنان في 7 ديسمبر 2004 بالإشارة إلى تفشي هذه الظاهرة بحدة.
شكك المتدينون العصريون، والعلمانيون، ومنتقدو الإسلام، بصدق محمد في الإدعاء بكونه نبياً، وبأخلاقه، وقاموا بنقد امتلاكه للعبيد، وفي معاملته للأعداء، وزيجاته. وفي معالجته للأمور العقائدية، وحالته النفسية. اتُهم محمد بالسادية وعدم الرحمة - بما في ذلك غزو قبيلة بني قريظة في المدينة المنورة. وتم انتقاد علاقاته الجنسية مع العبيد، وزواجه من عائشة عندما كانت تبلغ من العمر ست سنوات، والتي وفقاُ لمعظم التقديرات دخل عليها عندما كانت في التاسعة.

## فترة بدء الدعوة الإسلامية
استخدم أهل مكة المعارضون لأفكار محمد العديد من الأساليب لمحاربته والطعن في شخصيته. ومن هذه الأساليب السخرية والتحقير، والاستهزاء والتكذيب والتضحيك، إثارة الشبهات وتكثيف الدعايات حيث وصفه البعض بأنه مصاب بنوع من الجنون، وأحيانا قالوا: إن له جنًا أو شيطانًا يتنزل عليه كما ينزل الجن والشياطين على الكهان، وكانوا يعملون للحيلولة بين الناس وبين سماعهم القرآن ولكنهم لما رؤوا أن هذه الأساليب لم تجد نفعًا في إحباط الدعوة الإسلامية استشاروا فيما بينهم، فقرروا القيام بتعذيب المسلمين وفتنتهم عن دينهم، فأخذ كل رئيس يعذب من دان من قبيلته بالإسلام وقام البعض بالتطاول على محمد وضربه عدة مرات وكانت هناك عدة محاولات لاغتياله.
وفي بداية الدعوة لما نزلت الآية: ﴿وَأَنْذِرْ عَشِيرَتَكَ الْأَقْرَبِينَ ۝٢١٤﴾ [الشعراء:214] بعث محمد إلى بني عبد المطلب فحضروا وكان فيهم أبو لهب، فلما أخبرهم بما أنزل الله عليه قال: تباً لك، ألهذا جمعتنا وأخذ حجراً ليرميه به، وقال له: ما رأيت أحداً قط جاء بني أبيه وقومه بأشرّ ما جئتهم به، فسكت محمد ولم يتكلم في ذلك المجلس، ويعتبر أبي لهب من المجاهرين بالظلم والإساءة لمحمد ولكل من آمن به، وزوجته أروى بنت حرب (حمالة الحطب) وقد نزلت فيهما سورة المسَد.
ومنها ما حدّث به عبد الله بن مسعود قال: كنا مع محمد في المسجد وهو يصلي، وقد نحر جزور وبقي فرثه: أي روثه في كرشه. فقال أبو جهل: ألا رجل يقوم إلى هذا القذر يلقيه على محمد، فقام عقبة بن أبي معيط. وجاء بذلك الفرث، فألقاه على النبي محمد وهو ساجد فاستضحكوا وجعل بعضهم يميل على بعض من شدة الضحك. حتى جاءت فاطمة الزهراء وألقته عنه.
ومنهم أمية بن خلف بن وهب بن حذافة بن جمح، كان إذا رأى محمداً همزه ولمزه، فأنزل الله فيه: {وَيْلٌ لِّكُلِّ هُمَزَةٍ لُّمَزَةٍ {1}. وقد مشى أبي بن خلف إلى محمد بعظم بال قد ارْفتَّ، فقال: يا محمد، أنت تزعم أن الله يبعث هذا بعد ما أرمّ، ثم فتَّه في يده، ثم نفخه في الريح نحو محمد؛ فقال محمد: نعم، أنا أقول ذلك، يبعثه الله وإياك بعدما تكونان هكذا، ثم يدخلك الله النار. فأنزل الله فيه: {77} وَضَرَبَ لَنَا مَثَلاً وَنَسِيَ خَلْقَهُ قَالَ مَنْ يُحْيِي الْعِظَامَ وَهِيَ رَمِيمٌ {78} قُلْ يُحْيِيهَا الَّذِي أَنشَأَهَا أَوَّلَ مَرَّةٍ وَهُوَ بِكُلِّ خَلْقٍ عَلِيمٌ {79}. ومنهم ابن الزبعري الذي كان شديد العداوة لمحمد وكان من أشعر الناس، والعاص بن وائل والوليد بن المغيرة.

## قبل القرون الوسطى
أثناء فترة انتشار الإسلام في بلاد الشام وخاصة في عهد الأمويين ظهر أحد الشخصيات الدينية واسمه يوحنا الدمشقي (بالإنجليزية: John of Damascus)‏ الذي كان والده مسيحيا ذا نفوذ عند الأمويين حيث كان والده يعمل في منصب رفيع في مالية الخلافة الأموية في عهد عبد الملك بن مروان وقام والد يوحنا الدمشقي بالبحث عن معلم لابنه ليعلمه أصول الدين المسيحي فاختار عن طريق الصدفة أحد الأسرى الذين تم القبض عليهم في سواحل إيطاليا أثناء معارك المد الإسلامي في سواحل أوروبا وكان اختيار والد الدمشقي لهذا الشخص من باب الشفقة واستطاع أن يستعمل نفوذه لإطلاق سراح هذا السجين الذي كان اسمه كوسماس (بالإنجليزية: Cosmas)‏ الذي ظهر فيما بعد أنه قس مشهور من صقلية وقام هذا القس بتعليم يوحنا الدمشقي أصول الديانة المسيحية. بعد وفاة والده تولى يوحنا الدمشقي منصب والده في خزانة الدولة وأثناء فترة توليه المنصب قام أحد البطاركة في كنيسة القسطنطينية بإصدار تعليمات تمنع المسيحيين من تقديس صور للمسيح أو مريم العذراء وهذه الأفكار لم تعجب يوحنا الدمشقي الذي بدأ بكتابة رسائل ومخطوطات ضد هذا المرسوم فقام الإمبراطور البيزنطي ليو الثالث (بالإنجليزية: Leo III)‏ بتقديم شكوى للخليفة الأموي بدعوى أن الدمشقي يحرض على ثورة ضد الإمبراطورية فقام الخليفة بعزله.
بعدها بدأ بكتابة سلسلة من الكتب ومنها كتاب مشهور باسم De Haeresbius ومعناه الهرطقة يهاجم فيها الرسول محمد شخصيا ويقدم الدمشقي في هذا الكتاب نسخته حول منشأ الإسلام وسيرة محمد ويصفه فيها باستغلاله للدين لمصالحه الشخصية وأيضا ذكر فيه أن الراهب النسطوري الراهب بحيرى قام بمساعدة محمد في كتابة القرآن.

## في القرون الوسطى
أثناء فترة هيمنة المسلمين على إسبانيا كانت سياسة المسلمين في القضاء على مخاوف المسيحيين تتمركز حول التركيز على إبراز الجوانب المشتركة بين الإسلام والمسيحية ولكن هذه المحاولات لاقت مقاومة من بعض الأسماء الكبيرة في الكنيسة الأسبانية الذين ابدوا مخاوفهم من تأثير المد الإسلامي على إسبانيا فبدأ بعضهم بإبراز نقاط الاختلاف ومن أشهرهم ايلوجيس (بالإسبانية: Eulogius)‏ الذي ركز على رفض الإسلام فكرة الثالوث واعتبار الإسلام للسيد المسيح مجرد نبي أو رسول، وقام ايلوجيس بكتابة العديد من الرسائل مشدداً فيها أن الرسول محمد بن عبد الله هو رسول كاذب وأنه مدع للنبوة وأنه أغلق الباب لأي نبي يأتي بعده، ووصف الرسول في كتاباته «بالذئب المختبئ بين الخرفان». ركز ايلوجيس في كتاباته على حادثة زواج الرسول محمد من زينب بنت جحش، واستند ايلوجيس في كتاباته على مخطوطات وجدها في دير في بامبلونا وكانت لكاتب مجهول وتزامنت هذه الكتابات مع محاولات من نفس النوع من قبل قس اسمه الفاروس (بالإسبانية: Alvarus)‏ وكان لهذين الشخصين دور كبير في نشوء ما سمي بالاستشهاديين المسيحيين الذين قاموا ببعض العمليات الانتحارية ضد المسلمين 

## في العصر الحديث

### آيات شيطانية

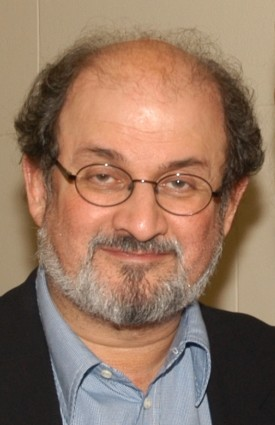
سلمان رشدي

في العصر الحديث صدرت الكثير من المطبوعات التي انتقدت شخصية الرسول ومن أبرزها رواية آيات شيطانية للروائي البريطاني من أصل هندي سلمان رشدي والذي صدر في لندن في 26 سبتمبر 1988، بعد 9 أيام من إصدار هذا الكتاب منعت الهند سلمان رشدي من دخول بلادها وتلقت دار النشر التي طبعت الكتاب الآلاف من رسائل التهديد والاتصالات التلفونية المطالبة بسحب الكتاب من دور بيع الكتب. قامت إيران وبنغلاديش والسودان وجنوب أفريقيا وكينيا وسريلانكا وتايلاند وجمهورية تنزانيا المتحدة وإندونيسيا وفنزويلا وسنغافورة بمنع الكتاب وخرجت مظاهرات تنديد بالكتاب في إسلام آباد ولندن وطهران وبومبي ودكا وإسطنبول والخرطوم ونيويورك. حصلت خلال عمليات الاحتجاج هذه حادثتين لفتتا أنظار العالم وهي حادثة حرق أعداد كبيرة من الكتاب في برادفورد في المملكة المتحدة في 14 يناير 1989 والحادثة الثانية هي صدور فتوى من الخميني في 14 فبراير 1989 بتحليل دم سلمان رشدي وهاتان الحادثتان لقيتا تغطية واسعة من قبل وسائل الإعلام الغربية وفيها تم اتهام المسلمين بالتطرف وعدم السماح بحرية التعبير.
الشخصيتان الرئيسيتان في الرواية هما صلاح الدين جمجة الذي هو هندي عاش منذ صغره في المملكة المتحدة وانسجم مع المجتمع الغربي وتنكر لأصوله الهندية وجبرائيل فريشته الذي هو ممثل هندي متخصص بالأفلام الدينية وقد فقد إيمانه بالدين بعد إصابته بمرض خطير حيث لم تنفعه دعواته شيئا للشفاء حيث يجلس الاثنان علي مقعدين متجاورين في الطائرة المسافرة من بومبي إلى لندن ولكن الطائرة تتفجر وتسقط نتيجة عمل تخريبي من قبل جماعات متطرفة وأثناء سقوط هذين الشخصيتين يحصل تغييرات في هيئتهم فيتحول صلاح الدين جمجة إلى مخلوق شبيه بالشيطان وجبرائيل فريشته إلى مخلوق شبيه بالملاك. في أحد أحلام جبرائيل فرشته يرجع بنا سلمان رشدي إلى فترة صلح الحديبية ويبدأ فصل من الرواية بعنوان مهاوند وهذا الفصل من الرواية جرحت مشاعر المسلمين بصورة عميقة.
قبل التعمق في هذا الفصل يجب معرفة أن مهاوند هو اسم استعمل في القرون الوسطى من قبل المسيحيين المتطرفين لوصف محمد الحبكة الرئيسية في هذا الفصل من الكتاب مستند على رواية ذكرت في سيرة الرسول حسب ابن إسحاق وفيها يذكر ابن إسحاق أن الرسول وأثناء نزول سورة النجم عليه همس له الشيطان بهذه الكلمات «تلك الغرانيق العلى وإن شفاعتهن لترتجى» والآيات المقصودة هنا هي الآيات 18 و19 من سورة النجم التي تنص على «أَفَرَأَيْتُمُ اللَّاتَ وَالْعُزَّى، وَمَنَاةَ الثَّالِثَةَ الْأُخْرَى، أَلَكُمُ الذَّكَرُ وَلَهُ الْأُنْثَى» وحسب الرواية فانه هنا همس الشيطان بهذه الكلمات «تلك الغرانيق العلى وإن شفاعتهن لترتجى» وهذا يعني أنه تم ذكر تلك الأصنام بخير في القرآن الكريم وفي هذا إشارة على أن الرسول حاول بطريقة أو بأخرى تقليل معاداة أهل مكة لدعوته وكف الأذى عن أتباعه بذكر آلهة مكة بخير حيث يزعم البعض أنه بعد هذه الحادثة ساد الوئام بين الرسول محمد ومعارضيه السابقين من أهل مكة حتى بلغ الأمر أن بعض المسلمين الذين كانوا مهاجرين إلى الحبشة هربا من قمع أهل مكة قد قرروا الرجوع.
الصحة التاريخية لرواية ابن إسحاق ضعيفة للغاية وهناك إجماع مطلق بين علماء المسلمين على عدم صحتها حتى أن الطبري عندما كتب سيرة الرسول أضاف في حاشية هذه الحادثة بأنه كمؤرخ يقوم بتدوين كل ما سمعه حتى إذا كان ما سمعه من نسج الخيال. وهناك أمور أخرى كثيرة في فصل مهاوند من رواية آيات شيطانية والتي جرحت مشاعر المسلمين منها على سبيل المثال وجود دار للدعارة في مدينة الجاهلية والتي يقصد سلمان رشدي بها مدينة مكة وكان في دار الدعارة هذه 12 امرأة وكانت أسماءهن مطابقة لأسماء زوجات الرسول محمد وفيه أيضا وصف تفصيلي للعمليات الجنسية الذي قام بها ماهوند.

### إساءة صحيفة دانمركية لشخصية الرسول
في سبتمبر 2005 قامت صحيفة دانمركية مشهورة يلاندز بوستن بإقامة مسابقة لرسم كاريكاتير للنبي محمد وقامت الصحفية باختيار 12 رسمة من الرسوم المرسلة وفيها استهزاء وسخرية من النبي محمد فإحداها تظهر النبي وهو يلبس عمامة على شكل قنبلة بفتيل، وقد حاولت الجالية الإسلامية وقف الصور لكن الجريدة رفضت وكذلك الحكومة أيدت الجريدة بحجة حرية التعبير، فقامت الجالية الإسلامية بتنظيم حملة وجولة في العالم الإسلامي للدفاع عن النبي محمد. وقامت العديد من الدول الإسلامية باستنكار الحدث فصدر بيان لمجلس جامعة الدول العربية على مستوى الوزراء لمناقشة الموضوع. وقامت المملكة العربية السعودية بسحب سفيرها في الدانمارك للتشاور وقامت ليبيا بإغلاق سفارتها في الدانمارك وصدرت إدانات من جهات مختلفة منها حزب الله اللبناني وهيئة علماء المسلمين في العراق وبرلمان دولة الكويت وبرلمان مصر. وبدأت في كثير من بلدان العالم الإسلامي الدعوة لمقاطعة المنتجات الدانمركية، وتتركز المقاطعة على منتجات الألبان وغيرها والدعوة بدأت شعبية وعبر الصحف والقنوات الغير رسمية وعبر رسائل الجوال، وقامت مراكز تجارية كبيرة في السعودية بمنع بيع منتجات دانمركية وكذلك في الإمارات والكويت والبحرين وباقي الدول، وقد حاولت شركات كبرى بمحاولات لمنع المقاطعة عن طريق إعلانات تجارية بصفحة كاملة في صحيفة الشرق الأوسط، كما أحرقت السفارة الدانمركية والنرويجية بسوريا والسفارة الدانمركية بلبنان، وسحب أيضا السفير الليبي من الدولة المسيئة إلى الرسول كما اقتحم المتظاهرون الأندونسيون مبنى السفارة الدانمركية وأحداث أضرار جسيمة بهاوطردت إيران البعثة السياسية الدانمركية والصحفيون الدانمركيون من أراضيها.

### فيلم الخضوع
في 2004 قامت أيان ماجان مع منتج الأفلام الهولندي ثيو فان غوخ بكتابة وتصوير فيلم الخضوع، والذي يدور حول الظلم الذي تتعرض له النساء في الثقافات الإسلامية حسب فهمها. الفلم انتقد بشدة من قبل المسلمين الهولنديين، تم قتل المخرج ثيو فان غوخ على خلفية هذا الفيلم في 2 نوفمبر 2004 على يد محمد بويري، وقالت الكاتبة بنيتها إنتاج فلم على شاكلة فلم حياة براين، يتناول حياة النبي محمد المليئة بالألوان على حد وصفها، حيث أكدت على أنه سيقوم شخص بتمثيل دور النبي محمد وستذكر فيه الجوانب التي تفترض أن باقي المسلمين لا يودون أن تظهر للعلن عن النبي محمد. واستشهدت بما قالت أنه حب النبي محمد لزوجة إبنه وكيف أنه غاب في غار وعاد ومعه الحل السحري لزواجه منها.

## نقاط خلافية

### إمتلاك العبيد
وفقاً للمؤرخين المعاصرين، لم يكن لدى محمد نية لإلغاء العبودية، والتي كانت تمارس بالفعل في شبه الجزيرة العربية قبل الإسلام، حيث كان ينظر إليها «كجزء من النظام الطبيعي للأشياء»، لكنه بالمقابل أراد إصلاح الوضع لتحسين حالة العبيد، وحض أتباعه على التعامل معهم بشكل أكثر إنسانية. سمح محمد شرعيًا رجاله الزواج من عبيدهم من النساء اللواتي تم أسرهن في الحرب، ومنحهم حقوق زواج كاملة. بالإضافة إلى ذلك، وفقا لعلماء الدين المسلمين، جعل من المحظور على السادة الذكور إقامة علاقات جنسية مع الأسيرات والعبيد.
يجادل رودني ستارك بأن «المشكلة الأساسية التي يواجهها الفقهاء المسلمون تجاه أخلاقية العبودية هي أن محمد اشترى، وباع، وقبض، وامتلك العبيد»، رغم أنه يقول أن محمد نصح بأن يعامل العبيد معاملة حسنة حيث قال «أطعمهم ما تأكله لنفسك وتكسوه بما ترتديه». بالإضافة إلى ذلك، يشير ستارك على الإسلام يتناقض مع المسيحية، مما يعني ضمناً أن علماء اللاهوت المسيحيين لم يكونوا قادرين «على شق طريقهم حول قبول الكتاب المقدس للعبودية» في حالة إمتلك يسوع العبيد مثل محمد.
ينتقد بعض المفكرين الغربيين والمسيحيين الإنجيليين[وفقًا لِمَن؟] محمد لأنه كان لديه طفل (إبراهيم، والذي مات في الطفولة) من قبل عبدة تدعى ماريا القبطية، إحدى سراريته التي كانت هدية من قبل الحاكم المسيحي البيزنطي لمصر. تدعي مصادر، بما في ذلك ابن القيم أنها كانت محظية وليست عبداً. كما أنها لم تذكر في ملاحظات ابن هشام على سيرة ابن إسحق حيث قام بسرد زوجات محمد. وفقاً لأحد الأحاديث، لم يترك محمد أي عبيد في وقت وفاته.
أحد أركان الإسلام الخمسة (بحسب أهل السنة والجماعة)، أو «فروع الدين» (وفقاً للشيعة)، تهدف الزكاة لتشجيع المسلمين على التبرع بالمال لتحرير العبيد، والعمال المستعبدين في البلدان التي قد يكون فيها العبيد والعمال المستعبدين موجودين. مقدار الزكاة التي تدفع على الأصول الرأسمالية هو 2.5% (1/40) للأشخاص الذين ليسوا فقراء. كان محمد يرسل أصحابه مثل أبي بكر وعثمان بن عفان لشراء العبيد مجاناً. العديد من المتحولون إلى الإسلام في وقت مبكر كانوا من الفقراء والعبيد السابقين مثل بلال بن رباح الحبشي.
أكد محمد على المعاملة الرقيقة للعبيد وأشار أن التعذيب أو إساءة معاملتهم ممنوع في الإسلام ومع ذلك، استمرت تجارة العبيد عند العرب حتى القرن العشرين، ووصل عدد ضحاياها إلى 12 إلى 15 مليون شخص؛ كان العبيد (وخاصةً الأفارقة)، يتعرضون لسوء المعاملة بشكل متكرر، وكان يتم إخصاء العديد منهم من قبل العرب في العالم الإسلامي.

## مواضيع ذات صلة
- نقد القرآن